# ミック・ジャクソン
ミック・ジャクソン（Mick Jackson, 1943年10月4日 - ）は、イギリスの映画監督。
エセックス出身。ブリストル大学卒業。1973年から1987年まで、BBCテレビやチャンネル4でドキュメンタリーやドラマの演出を手掛けた。
ケビン・コスナーとホイットニー・ヒューストンが共演した映画『ボディガード』の監督で有名になる。
2010年、『テンプル・グランディン 〜自閉症とともに』（主演：クレア・デインズ）でプライムタイム・エミー賞演出監督賞（ミニシリーズ/テレビ映画部門）(Directing for A Miniseries, Movie or A Dramatic Special)を受賞した。

## 主な作品
- SF核戦争後の未来・スレッズ Threads (1984) テレビ映画
- 狙われた政権～英国ダウニング街の謀略～ A Very British Coup (1988) テレビミニシリーズ
- 理由なき発砲 Chattahoochee (1989)
- L.A.ストーリー/恋が降る街 L.A. Story (1991)
- ボディガード The Bodyguard (1992)
- 探偵ボーグ/わたし、忘れてます。 Clean Slate (1994)
- 誘導尋問 Indictment: The McMartin Trial (1995)
- ボルケーノ Volcano (1997)
- モリー先生との火曜日 Tuesdays with Morrie (1999) テレビ映画
- シリコンバレーを抜け駆けろ! The First $20 Million Is Always the Hardest (2002)
- ライブ・フロム・バグダッド 湾岸戦争最前線 Live from Baghdad (2002) テレビ映画
- パンデミック・アメリカ Covert One: The Hades Factor (2006) テレビ映画
- メモリー・キーパーの娘 The Memory Keeper's Daughter (2008) テレビ映画
- テンプル・グランディン 〜自閉症とともに Temple Grandin (2010) テレビ映画
- 否定と肯定 Denial (2016)